# Monte Grosso (Elba)
Il Monte Grosso è un rilievo che si trova nella parte orientale dell'isola d'Elba, a precipizio sul Mar tirreno.

## Descrizione
Il monte è costituito da roccia calcarea grigiastra, mentre alla sua base occidentale, sul livello del mare, si trova una vistosa intrusione di diaspro dalla tipica colorazione rossastra che dai pescatori locali veniva chiamata Lo Rosso di Monte Grosso. Nell'area del monte furono rinvenuti strumenti litici risalenti al Neolitico. Sulla sommità, a partire dai primissimi anni del XIX secolo, si trovava una postazione di segnalazione dotata di un telegrafo ottico; negli anni successivi essa fu trasformata in postazione semaforica (semaforo di Monte Grosso), abbandonata dal 1960.

## Ambiente
L'aspetto che sicuramente più contraddistingue il Monte Grosso è la rara presenza di due stazioni di palma nana abbarbicate all'inaccessibile scogliera calcarea; insieme all'isolata stazione di Portoferraio, costituiscono le uniche attuali attestazioni di Chamaerops humilis presenti all'isola d'Elba.
Si trovano inoltre annosi esemplari di Juniperus phoenicea ed Olea oleaster.

## Curiosità
Secondo la tradizione, il pittore Pietro Annigoni si recava sulla scogliera di diaspro rosso per raccogliere dei campioni rocciosi che, macinati, utilizzava per realizzare bozzetti preparatori.